# Phạm Duy Quyết
Phạm Đăng Quyết (1521 - ?), tên lúc nhỏ là Phạm Duy Quyết (chữ Hán: 范維玦), người làng Xác Khê, huyện Chí Linh, phủ Nam Sách, Hải Dương. Ông còn có tên khác là Phạm Duy Áng, có sách chép là Phạm Duy Ưởng hay Phạm Duy Trĩ. Đỗ trạng nguyên khoa Nhâm Tuất, niên hiệu Thuần Phúc thứ nhất (1562), đời Mạc Mậu Hợp. Làm quan đến Tả thị lang kiêm Đông các Đại học sĩ, tước Xác Khê Hầu.